# إرنست هارتفيغ
كارل إرنست ألبرخت هارتفيغ (بالألمانية: Ernst Hartwig)‏ (14 يناير 1851 في فرانكفورت - 3 مايو 1923 في بامبرغ) عالم فلك ألماني. اكتشف نجم جديد في مجرة المرأة المسلسلة في 20 أغسطس 1885، وقد صنف كمستعر أعظم بسمي "S Andromedae" أو م أ 1885 أيه. وقد لاحظ عبور الزهرة في الأرجنتين عام 1882.‏ وخلال حملة مراقبة المذنب "6P/d'Arrest" عام 1883 في مرصد ستراسبورغ، وجد خمس أشياء جديدة. وفي عام 1874، عين مساعدًا في مرصد ستراسبورغ، وفي عام 1884 أصبح فلكيًا في مرصد دوربات وفي عام 1887 أصبح مديرًا لمرصد بامبرغ.
لتكريمه، سميت فوهات صدمية على القمر والمريخ باسمه.

## وصلات خارجية
- Short biography
- Additional data on page 21
- Neue Deutsche Biographie (بالألمانية)